# Jan-Baptist De Neve
Jan-Baptist De Neve (Aalst, 25 maart 1870 - 25 december 1942) was een Belgisch senator.

## Levensloop
De Neve was een daensistisch voorman in Aalst en de voornaamste opvolger van de gebroeders Adolf en Pieter Daens.
Onder zijn leiding werd het Ziekenfonds der Christene Volkspartij het belangrijke ziekenfonds in het Aalsterse. Hij was er voorzitter van, van 1903 tot 1939.
Hij was ook voorzitter van de Maatschappij Volksverheffing, in 1909 gesticht. Onder zijn impuls stichtte de daensistische beweging in 1911 een bakkerij en in 1922 een drukkerij en een apotheek. In 1918, na de dood van Pieter Daens, werd hij tot in 1919 tijdelijk voorzitter van de Christene Volkspartij en hoofdredacteur van het weekblad De Werkman. 
Hij zette zich in voor samenwerking tussen de daensisten en de Vlaams-nationalisten. In 1919 raakte hij verkozen in de Kamer, maar zag af van zijn zetel ten voordele van Hendrik Borginon van de Frontpartij om de samenwerking niet in het gedrang te brengen. In 1935 werkte hij actief mee aan de fusie van de ziekenfondsen afhankelijk van de Christene Volkspartij en het VNV. Ook was hij vanaf 1930 aandeelhouder van de Vlaamse Spaar- en Leenbank.
Van 1921 tot 1938 was hij gemeenteraadslid van Aalst en van 1925 tot 1934 schepen van opeenvolgend Financiën, Onderwijs en Burgerlijke Stand. 
Van mei 1936 tot april 1939 zetelde hij voor het VNV in de Senaat als rechtstreeks gekozen senator voor het arrondissement Aalst-Oudenaarde en vervulde dit mandaat tot april 1939.